# Ханов, Фирдавис Гайнетзянович
Фирдавис Гайнетзянович Ханов (тат. Фирдәвис Гайнетҗан улы Ханов; род. 7 сентября 1951, Азякуль, Актанышский район, Татарская АССР, РСФСР, СССР) — советский и российский архитектор. Главный архитектор Нижнекамска (1990—2013). Заслуженный архитектор Российской Федерации (2011), заслуженный архитектор Республики Татарстан (2001).

## Биография
Фирдавис Гайнетзянович Ханов родился 7 сентября 1951 года в деревне Азякуль Актанышского района Татарской АССР. Из семьи счетовода-колхозника Гайнетзяна, ветерана Великой Отечественной войны, и его жены Гидаи, дочери репрессированного муллы, у которых помимо Фирдависа было пятеро детей — Хамдия, Мударис, Дифина, Гульсина, Фаруся.
Вырос в Актанышбаше, где окончил начальную школу, а среднюю — в соседнем селе Актаныш. С детства увлекался рисованием, создавал портреты односельчан, срисовывал сюжеты с открыток, а в школьные годы оформлял стенгазеты. С желанием стать художником уехал на пароходе в Казань, но опоздал к поступлению в художественное училище и вернулся в деревню. Увидев в справочнике для поступающих в вузы извещение о наборе в Казанский инженерно-строительный институт, попытался поступить на архитектурно-строительный факультет, но получил двойку на экзамене по рисунку. Оставшись в Казани, поступил учеником слесаря на Казанский фотожелатиновый завод, также занимался на вечерних курсах, совершенствовал мастерство рисунка, занимался спортом, получив звание кандидата в мастера спорта по самбо. В дальнейшем был призван в Советскую армию, служил в Забайкальском военном округе на территории Якутии, после чего вернулся в Казань на завод, где достиг должности слесаря пятого разряда. Сдав все экзамены на «отлично», в 1973 году со второго раза поступил на архитектурно-строительный факультет КИСИ, который окончил в 1978 году.
После получения образования в 1978 году по распределению уехал в Нижнекамск, где занял должность старшего архитектора в отделе архитектуры исполнительного комитета при городском Совете. В 1990 году назначен главным архитектором города, в 2001 году стал начальником межрегионального Восточного управления архитектуры и градостроительства при министерстве строительства, архитектуры и жилищно-коммунального хозяйства Республики Татарстан, а в 2006 году занял пост начальника управления строительства и архитектуры исполнительного комитета Нижнекамского муниципального района. В 2013 году новым главным архитектором города стал Э. Р. Сиразетдинов вместо Ханова, который в 2015 году был назначен исполняющим обязанности заместителя руководителя исполнительного комитета Нижнекамского района по вопросам строительства. В 2018 году по достижении предельно допустимого срока деятельности в качестве муниципального служащего ушёл в отставку с должности начальника управления и был назначен советником главы района по вопросам архитектуры и градостроительства, проработав 40 лет в исполнительном комитете Нижнекамска.
В 2018 году Ханов стал фигурантом уголовного дела по обвинениям в «превышении должностных полномочий», а также в «воспрепятствовании законной предпринимательской или иной деятельности». Ещё в 2015 году он как заместитель руководителя исполнительного комитета отозвал разрешение на строительство 18-этажного дома у управляющей компании «Наш дом», так как вид использования участка не соответствовал заявленному размещению такого объекта. Ранее собственники участка проделали с ним ряд незаконных махинаций, изменив вид разрешенного использования с объекта социального обслуживания на размещение многоквартирного дома, тогда как Ханов по должности не был причастен к этим перипетиям. Сам он утверждал, что наоборот пытался привести в порядок всю документацию, правильно остановив строительство своим распоряжением. При этом, в том же 2015 году он фигурировал в отчёте комиссии республиканской экспертной группы по вопросам противодействия коррупции, выдав с нарушениями два разрешения на строительство своему свату — нижнекамскому предпринимателю и депутату Р. М. Мустафину, который не следовал градостроительному плану участков. Спустя десяток заседаний, в 2019 году Нижнекамский городской суд оправдал Ханова за непричастностью к преступлению, признав за ним право на юридическую реабилитацию. Тем не менее, государственное обвинение, запросившее для Ханова пять лет лишения свободы, подало апелляционную жалобу, однако затем она была отозвана.
Член Союза архитекторов СССР (с 1982 года), Союза архитекторов России (с 1994 года), Союза архитекторов Республики Татарстан (с 1998 года), Совета главных архитекторов субъектов Российской Федерации и муниципальных образований (с 1998 года), архитектурно-строительного совета министерства строительства, архитектуры и жилищно-коммунального хозяйства Республики Татарстан (1998—2006). Является автором статей по вопросам городской архитектуры с использованием национального колорита в республиканской прессе, будучи одним из пионеров и популяризаторов татарской наиональной архитектуры. C 1990-х годов, несмотря на административную должность, участвует в татарском национальном движении, активно высказывается по проблемам сохранения татарского языка и национальной идентичности. Тогда же стал одним из организаторов Актанышского землячества в Нижнекамске, а с начала 2000-х годов является его председателем. В 2001 году удостоен звания заслуженного архитектора Республики Татарстан, в 2004 году выиграл Всероссийский конкурс профессионализма и мастерства архитекторов за разработку проектов строительства экономичного быстровозводимого жилья, в 2011 году стал заслуженным архитектором Российской Федерации, а в 2013 году признан лучшим работником в сфере муниципального управления по решению Совета муниципальных образований Республики Татарстан. В 2017, 2021, 2022, 2023 годах выдвигался на соискание Государственной премии Республики Татарстан имени Габдуллы Тукая, которую получил в том же году за значительный вклад в области архитектуры и градостроительства.

## Очерк творчества
Внёс значительный вклад в проектирование и строительство социально значимых объектов Нижнекамска, определив его современный облик. Приехав в молодой и быстроразвивающийся город, поначалу столкнулся с трудностями, с нехваткой специалистов, учитывая также то, что на стройке были заняты преимущественно заключённые. Тем не менее, такое положение дел предоставило Ханову большие возможности для творчества и создания индивидуального архитектурного облика Нижнекамска, который он превратил в один из самых красивых и благоустроенных городов как республики, так и страны. Одним из первых реализованных проектов Ханова стало оформление фасадов жилых домов нижнекамской серии № 84 рядом панно в виде ковров из цветной стеклоплитки (1979). Также является автором малых архитектурных форм, торшеров уличного освещения, въездных ворот, парковых скамеек, въездных знаков Камских Полян (1982), Нижнекамского района в Старошешминске (1996), в посёлке Шингальчи (1998), остановочных комплексов «Ресторан „Дуслык“» на улице Гагарина (1999), «Кинотеатр „Джалиль“» с магазином «Ак барс» (2002), «Гостиница „Кама“» на проспекте Строителей (2006) в Нижнекамске. Хановым также была выполнена корректура генплана микрорайона № 11 (2003), генплан застройки малоэтажных домов микрорайона № 11 (2003), план детальной планировки микрорайона № 30 (2004), проект корректуры генплана города (2004—2005), корректура генплана микрорайонов № 31 и № 44 (2005), план детальной планировки застройки центрального жилого района (2006). Работал Ханов над экслибрисами улиц, оформлял логотипы нижнекамских газет.
Среди крупных работ отмечены — автожелезнодорожный вокзал Нижнекамска (1980, вместе с В. В. Никольским), здание «Ашханэ» на улице Корабельной (1980), реконструкция кафе «Акчарлак» под городской дискоцентр (1981), центр садоводческих обществ (1984), здание женской консультации на проспекте Шинников (1988), здание ЗАГСа (1990), здание фирмы «Ригона» с банком «Камкомбанк» (1991), здание «Сбербанка» на проспекте Вахитова (1992), торгово-бытовой центр в районе № 2 на улице Юности (1993, реконстр. 2009), ледовый дворец спорта ОАО «НКНХ» (1994), нотариальная контора на улице Урманче (1995), спортивно-культурный комплекс у деревни Ильинка (1995), жилой дом № 53 на проспекте Химиков (1995), нотариальная контора «Теремок» на улице Юности (1997), нотариальная контора на проспекте Химиков (1998), реконструкция городского кладбища (1999—2004), торговый центр «Пальмира» на проспекте Мира (1999), благоустройство родника в посёлке Красный Ключ (2000, с В. В. Никольским и А. С. Фатхутдиновым), кафе «Макдональдс» на проспекте Химиков (2000), реконструкция площади 50 лет Октября (2000—2001), магазин-кафе «Электрон» на площади 50 лет Октября (2000), магазин «Ника» на проспекте Химиков (2002), 3-этажный гаражный комплекс «Химик» на улице Сююмбике (2003), школа № 10 на улице Чулман (2003), здание АТС фирмы «Камател» (2003, с Э. Б. Гараевой), здание «Сбербанка» на улице Чулман (2003), реконструкция здания «Сбербанка» на проспекте Вахитова (2004—2009), реконструкция столовой «Ашханэ» на улице Корабельной (2004—2011, с И. Р. Гарифуллиной), торговый центр «Алмаз» на проспекте Химиков (2004), оформление фасадов жилых домов № 1 и 2 ГСК-4 (2005), торговый центр «Эссен» на улице Гагарина (2005—2007, с И. Р. Гарифуллиной), ресторан «Бастион» с гостиницей и пристрой к торговому центру «Марта» (2005), фасады торгового центра «Магнит» на улице Южной (2011), фасады спортивного центра «Ярмыш» в микрорайоне № 35 (2011), реконструкция родника «Ташлы Су» (2014), фасады торгового центра «Лента» на улице Лесная (2015), благоустройство набережной в посёлке Красный ключ (2015—2016), здание Следственного комитета на проспекте Шинников в Нижнекамске (2016).
Среди религиозной архитектуры выделяются соборная мечеть Нижнекамска (1988—1989, с Р. И. Макуевым, реконстр. 2005), мечеть в посёлке Красный Ключ Нижнекамского района (1992), в деревне Деуково Мензелинского района (1994), в деревне Шингальчи Нижнекамского района (2000, с М. Ш. Шаймурзиным), в деревне Ташлык Нижнекамского района (2000, с М. Ш. Шаймурзиным), на улице Гагарина в Нижнекамске (2007, с Е. В. Улаевой). В этом ряду исследователями отмечена Нижнекамская мечеть как первый с середины XVI века пример ранее утраченного типа монументальных многоминаретных татарских мечетей-джами и первый же образец зальной многоминаретной мечети на территории современного Татарстана, состоящий из четырёх минаретой по 66 метров каждый, вдобавок к нетрадиционному объемно-пространственному решению и размещению посреди высотного жилого квартала.
Ханов является автором архитектурного решения монумента Победы в Великой Отечественной войне (1984, реконстр. 2005), памятника Г. Тукаю на улице Юности (1989, скульпт. Б. Урманче), памятник воинам-интернационалистам на проспекте Строителей (1993), Б. Урманче на одноимённой улице (1996, скульпт. З. Р. Басыров), Н. В. Лемаеву на площади 50 лет Октября (2001, скульпт. Р. Р. Сафин), Е. Н. Королёву на проспекте Химиков (2002, с А. Х. Ахмадияровым, скульпт. Р. Р. Сафин), Н. Ф. Кайманову в селе Прости (2007, с Э. А. Филипповым и В. И. Козловым), М. Джалилю у Дома народного творчества (2012, с М. С. Афлятуновым и Р. Р. Сафиным. Также он оформил мемориальные доски И. Х. Садыкову на здании Дворца творчества детей и молодёжи на улице Тукая (2003), Н. Ф. Кайманову и И. П. Болодурину (2005), Р. Х. Гайнуллину на доме по одноимённой улице (2010). Особенно выделяется реконструкция парка имени Г. Тукая по проекту Ханова в 2012—2015 годах с участием скульптора М. М. Гасимова, в результате чего Нижнекамск обрёл единое с местной библиотекой тематическое пространство, украшенное скульптурами персонажей из тукаевских произведений.
Помимо этого Ханов является автором нереализованных проектов монумента первостроителям КамАЗа в Набережных Челнах (1980), базы отдыха производственного объединения «Камэнергострой» в Камских Полянах (1982), проекта реконструкции кафе «Лето» под молодёжный центр Нижнекамска (1986), проекта памятника воинам Великой Отечественной войны в Камских Полянах (1989), здания нижнекамского отделения Московского государственного энергетического института (2004, совместно с В. П. Морозовым), здания АБК ЧЖЭУ-6 на улице 30 лет Победы (2005), остановочного комплекса «Городской парк» на проспекте Химиков (2005), фасадов 4-этажного гаража-стоянки на улице Спортивной (2005), мечети в микрорайоне № 36 (2005), здания военного комиссариата Нижнекамска (2007), торгового центра «Стройматериалы» на улице Корабельной (2007), здания автосервиса с гостиницей в деревне Большое Афанасово (2008), автомойки на улице Гагарина/Лесной в Нижнекамске (2009), фасады мусульманского центра (2009, бывш. детский сад № 33), детского кафе на площади Лемаева (2010), здания «Росинкас» на улице Менделеева (2011), реконструкции фасада здания «Таттелеком» на улице Урманче (2011), здания торгово-офисного центра на проспекте Химиков (2011), фасадов многофункционального спортивного зала в микрорайоне № 35 (2011), здания «Йога-центра» на улице Урманче (2001).

## Награды
Звания
- Почётное звание «Заслуженный архитектор Российской Федерации» (2011 год) — за заслуги в области архитектуры и многолетнюю плодотворную деятельность[57].
- Почётное звание «Заслуженный архитектор Республики Татарстан[тат.]» (2001 год) — за заслуги в области градостроительства и профессиональное мастерство[8].
- Звание «Почётный гражданин города Нижнекамска» (2016 год) — за значительный вклад в проектирование и строительство социально значимых объектов в городе Нижнекамске, активное участие в общественной жизни города[58].

Медали
- Медаль «В память 1000-летия Казани» (2005 год)[46].
- Медаль «За доблестный труд» (2021 год) — за многолетнюю плодотворную работу и заслуги в профессиональной деятельности[59].

Премии
- Государственная премия Республики Татарстан имени Габдуллы Тукая (2023 год) — за значительный вклад в развитие отечественной и татарской национальной культуры в области архитектуры и градостроительства[60]. Вручена раисом Республики Татарстан Р. Н. Миннихановым на церемонии в Татарском государственном театре оперы и балета имени М. Джалиля[61].

## Личная жизнь
Жена — Розалия, познакомились и поженились во время учёбы в институте. Двое детей — дочь Айгуль и сын Марат, есть внуки.